# Dee Nasty (album)
Albums de Dee Nasty
Paname City Rappin'
(1984) Le deenastyle
(1994)
Dee Nasty est le deuxième album du DJ Dee Nasty, sorti en 1991. Il s'y entoure d'artistes comme Yasuaki Shimizu  au saxophone ou encore de No Mad Sisters, Bronx Style Bob et de Fat au rap.

## Liste des titres
1. Warning - 4:25
2. Pousse les bass avec Yazuaki Shimizu - 3:50
3. Guerrière pour la paix avec No Mad Sisters - 4:00
4. Feeling better together (Word & Music) avec Bronx Style Bob & Fat - 5:01
5. Wild cuts avec Faster Jay - 4:20
6. Le temps qui passe - 4:14
7. Dancing in the ghetto avec Bronx Style Bob - 3:56
8. To all Hip-Hop lovers avec Fat - 4:15
9. Zulu funk avec Bronx Style Bob - 4:10
10. Alliance latine - 4:05
11. État d'urgence - 3:40
12. I ain't got enough money - 3:40
13. I'm a soul man avec Bronx Style Bob - 5:15
14. Deep heat - 4:23
15. Ton sourire avec Yazuaki Shimizu - 4:41
16. Liza - 4:45
17. Non stop Hip-Hop - 3:13
18. Human beat boxologie avec Fat - 0:57
19. You can make it (Remix le toi-même) - 4:28